# Топонимия Австрии

Административное деление Австрии

Топонимия Австрии — совокупность географических названий, включающая наименования природных и культурных объектов на территории Австрии. Структура и состав топонимии страны обусловлены её географическим положением, этническим составом населения и богатой историей.

## Название страны
Немецкое название Австрии, Österreich, происходит от древневерхненемецкого слова Ostarrichi, которое встречается в документе 996 года. Это слово, как полагают, является переводом латинского Marchia Orientalis (Восточная марка) на местном диалекте. Нынешняя Австрия являлась «маркой» — пограничной территорией герцогства Бавария, созданного в 976 году. Reich же означает «королевство» или «империя». Ostmark (Остмарк), перевод Marchia Orientalis на обычный немецкий, использовалось официально для именования территории после её аннексии нацистской Германией. Название Австрия (Austria) является латинизацией Österreich, впервые произведённой в XII веке. Это привело к путанице, так как немецкий Ost означает «восток», но латинский auster означает «юг», в данном случае (Австрия находилась к северу от зоны хождения латинского языка) обозначая южную окраину области немецкого языка. От франкского названия марки Austriaca — «восточная» через украинский и польский варианты Austrya образовалось русское Австрия.
После окончания Первой мировой войны в 1918 году Рейхсрат упразднил монархию и Палату Лордов, провозгласил Империю Австрия Республикой Немецкая Австрия (Republik Deutschösterreich) и частью Германской Империи, что автоматически повлекло разрыв австро-венгерской унии и ликвидацию Австро-Венгерской империи. Германская Австрия просуществовала недолго. Согласно условиям Сен-Жерменского мирного договора 1919 года, название республики было изменено с «Немецкая Австрия» на «Австрия» и любые попытки объединения страны с Германией были запрещены. Первая Австрийская Республика просуществовала до 1938 года, когда в результате аншлюса она была присоединена к нацистской Германии. После окончания Второй мировой войны и вступления в силу Декларации о независимости Австрии 1955 года страна обрела современное название — Австрийская Республика (нем. Republik Österreich).

## Формирование и состав топонимии
Топонимия Австрии по происхождению и структуре схожа с топонимией Германии, что обусловлено, в первую очередь, господством в обеих странах немецкого языка. Германские топонимические типы проявляются на территории Австрии: Перхтольдсдорф, Уттендорф, Инсбрук, Штоккерау, Ленгау, Зальцбург, Клагенфурт, Фирстенфельд, Фрайштадт, Вайтсберг, Ретенштейн, Ахенкирхен и др.
Ойконимия Австрии изучена сравнительно неплохо. Число австрийских ойконимов, смысловое значение которых вполне очевидно, составляет около 65 %. По смыслу образующих основ они распределяются приблизительно следующим образом:
- I группа — названия, возникшие в связи с природными условиями местности — 30 %;
- II группа — названия, возникшие на основе социальных и экономических явлений — 20 %;
- III группа — названия, характеризующие особенности объекта — 27 %;
- IV группа — названия патронимические (данные по фамилиям и именам) — 10 %,
- V группа — названия перенесенные — 8 %,
- VI группа — названия религиозного и культового значения — 5 % всех установленных основ[3].

В гидронимии Австрии много общего с другими частями зарубежной Европы: названия малых рек понятны и нередко могут быть расшифрованы с помощью современного немецкого языка. Кроме того, наблюдения над гидронимией Австрии позволяют сделать вывод о том, что в Альпах первоначально заселялись долины крупных рек и эти реки получали первые названия. после этого получали свои имена большие притоки, а затем осваивались долины малых рек. Поэтому названия крупных рек обычно старше, чем названия малых водотоков. На основании работ В. Штайнгаузера можно предполагать, что крупнейшие реки должны иметь названия иллирийского происхождения, большие притоки — названия кельтского происхождения, а малые реки — немецкого.
Некоторые специфические отличия австрийской топонимии связаны с природными условиями страны. Так, большим разнообразием отличаются австрийские оронимы, для которых типичны такие форманты, как -берг (гора), -фельзе (скалы), -шпитце (вершина), -горн (рог, зуб), -таль (долина), -хоэ (высота): Венденберг, Кройцберг, Кольберг, Цугшпитце, Шмиттенхоэ, Циллерталь, Иллерталь и др.
В топонимии страны наличествует определённый пласт славянской топонимии, что обусловлено существованием в I тысячелетии на территории современной Австрии славянских государств, в частности, Карантании в VII—IX веках.
Для топонимии Австрии (как и Германии) характерно очень небольшое количество новейших официальных переименований.

## Топонимическая политика
Вопросами топонимической политики в Австрии занимается созданная в 1968 году Рабочая группа по картографической топонимии (нем. Arbeitsgemeinschaft für Kartographische Ortsnamenkunde ).